# Справжній друг (книга)
«Справжній друг» — дитяча книжка-картинка 2020 року авторства Дженніфер Вольфталь та ілюстраторки Джуді Еббот. У книжці розповідається про дружбу двох хлопчиків, Бенні та Макса, які долають свої розбіжності попри те, що переживають сварку.
У січні 2021 року видавець книги Clavis вилучив «Справжнього друга» з продажу після того, як Вольфталь та її чоловіка заарештували за жорстоке поводження з дітьми та нехтування ними.

## Сюжет
Найкращі друзі Бенні та Макс люблять грати у відеоігри й хованки. Однак Бенні розчаровують через деякі якості Макса, такі як його відмінний смак до бутербродів та інтерес до жуків, і він починає відчувати, що Макс завжди все робить по-своєму, коли вони разом.
Коли хлопці сваряться через те, чия черга грати у відеоігри, Бенні вирішує знайти собі нового найкращого друга. Він використовує свої іграшки та інші предмети побуту, щоб зібрати роботоподібну конструкцію — робота, якого він називає Джекс.
Бенні спочатку Бенні із задоволенням грається з Джексом, який ніколи не просить своєї черги грати у відеоігри та завжди дозволяє Бенні сховатися під час гри в хованки. Однак Бенні набридає постійно робити одне й те саме з Джексом, і він починає сумувати за дружбою з Максом.
Бенні приводить Джекса до Макса додому, де він дізнається, що Макс також створив собі нового друга — Ленні. Хлопчики миряться і граються разом зі своїми роботами.

## Історія публікацій
Книга «Справжній друг» спочатку була опублікована під назвою «Een echte vriend» у Бельгії та Нідерландах. У листопаді 2020 року книга вийшла друком у Сполучених Штатах Америки.
Вольфталь та її чоловіка Джозефа заарештували у Флориді в січні 2021 року після того, як їхню 8-річну доньку госпіталізували з поліорганною недостатністю, сепсисом, пневмонією та недоїданням. Їм висунули звинувачення у жорстокому поводженні з дітьми, недбалому ставленні до них та незаконному позбавленні волі дитини. У відповідь на це видавництво Clavis заявило, що «зробить усе можливе, щоб припинити комерціалізацію» книги «Справжній друг». Вольфталь було вилучено зі списку авторів Clavis, а книгу було вилучено з продажу на Amazon. Також було деактивовано акаунт Вольфталь в Instagram та вебсайт авторки.
У січні 2025 року Дженніфер і Джозеф Вольфталь визнали себе винними за звинуваченням у жорстокому поводженні зі своїми трьома дітьми, яких усиновили у 2014 році. Повідомляється, що дітей замикали у своїх спальнях, били, не давали їсти, змушували спати у мокрих ліжках. В межах угоди про визнання вини, Вольфталь отримала 12 років позбавлення волі, а її чоловік — 10 років.

## Рецензія
У виданні Kirkus Reviews зазначалося, що «Справжній друг» — це «приємне читво про справжню дружбу», а ілюстрації книги «значною мірою відображають текст. Вирази обличчя двох хлопчиків легко читаються на їхніх ідеально круглих обличчях». «School Library Journal» пише, що «ілюстрації Еббот, виконані акрилом, колажем, кольоровими олівцями та цифровими носіями, добре поєднуються з текстом Вольфталь», називаючи книгу «добре розказаною, зрозумілою історією про дружбу, сварки та примирення дітей з усіх усюд».